# Sheik Mansur
Sheik al-Mansur (1732 – 1794) var en tjetjensk leder, der førte an i modstanden mod den russiske kejserinde Katarina den Stores ekspansion i Kaukasus i slutningen af 1700-tallet. Sheik Mansur ses som en legendarisk nationalhelt i tjetjensk historie. Han endte sine dage i russisk fangenskab i Sankt Petersborg.